# Distrito de Quiquijana
El distrito de Quiquijana es uno de los doce distritos de la provincia de Quispicanchi, ubicada en el departamento de Cuzco, Perú, bajo la administración el Gobierno regional del Cuzco. 
La Provincia de Quispicanchi, desde el punto de vista jerárquico de la Iglesia Católica, pertenece a la Arquidiócesis del Cusco.

## Historia
El distrito fue creado mediante Decreto del 21 de junio de 1825, dado por el Libertador Simón Bolívar.

## Geografía
Su capital, el pueblo de Quiquijana, que se ubica a 3.553 m s. n. m.
Antigua capital de la provincia de Yanacocha, donde gobernó uno de los mejores alcaldes de su tiempo, Ezequiel Serrano.

## Autoridades

### Municipales
- 2023 - 2026[2]
  - Alcalde: Eco. Sixto Conza Mozo, del Partido Somos Perú (SP).
  - Regidores: Srta. Aydee Pacco Quispe (SP), Sr. Gustavo Soncco Mamani (SP), Sra. Victoria Mendoza Huaroccone (SP), Sr. Juan Quispe Chino (SP), Sr. José Luis Zea Mamani (P).
- 2015 - 2018[2]
  - Alcalde: Mg. Vicente Jove Tarraga, del Partido Kausachun Cusco (AP).
  - Regidores: Juan de la Cruz Loayza Cartagena (KC), Saturnino Condori Champi (KC), Cayetana Flores (KC), Marcos Fortunato Chino Yupanqui (KC), Juan Condori (Espiga).
- 2007 - 2010
  - Alcalde: Lucio Ttito Huaraccone.

### Religiosas
- Parroquia San Pedro Apóstol: 
  - Párroco: Rvdo. Julián Huanqui Ccahui
  - Vicario: Pbro.Modesto Lozano Montalvo.

## Festividades
- San Hilario
- Dulce nombre de Jesús
- San Pedro y San Pablo.
- Virgen del Carmen.
- Santa Rosa de Lima.
- Día de las comadres.
- Festival de "Chuchutarpuy"